# Ciupe Mária Sarolta
Ciupe Mária Sarolta, szül. Király Mária Sarolta (Segesvár, 1909. szeptember 6. – Kolozsvár, 2001. szeptember 25.) magyar örmény grafikus, textilművész.

## Életpályája
Tanulmányait a budapesti Iparművészeti Főiskolán végezte 1924-25-ben, majd a temesvári szépművészeti iskolában fejezte be. Mestere férje, Aurel Ciupe volt, akinek marosvásárhelyi festőiskolájában oktatott. Az 1940-es években Temesváron, 1949-től Kolozsváron alkotott és oktatott. 1949-ben szerepelt a temesvári Grafikai Tárlaton. Az ezt követő évtizedekben a romániai csoportos kiállítások rendszeres résztvevője volt.
1969-ben Kolozsváron és Nagyváradon mutatkozott be közös kiállításon férjével, Aurel Ciupéval. Művei a marosvásárhelyi múzeum gyűjteményében találhatók.

## Kiállításai
- Művészeti Múzeum [Aurel Ciupéval], Kolozsvár (gyűjt., kat.), Nagyvárad (1969)
- Marosvásárhelyi Képtár [Aurel Ciupéval] • Galac (RO) (1970)
- Lipcse, Drezda (1971)
- Bukarest (1973)

## Csoportos kiállításai
- Grafikai Tárlat, Temesvár (1949)
- Tartományi kiállítások, Kolozsvár (1950-1972)
- Országos kiállítások, Bukarest 1952-1972)
- Román kiállítás, Berlin, Varsó (1952)
- Dekoratív Művészeti Kiállítás, Kolozsvár, Peking (1957)
- Berlin (1958)
- Román Művészeti Kiállítás, Szófia (1964)
- Budapest (1972)
- Belgrád, Bochum, Hamburg, Pozsony
- Kovászna (1976)

## Művei közgyűjteményekben
- Bukarest
- Marosvásárhelyi Múzeum